# Operace Přepravka 3
Operace Přepravka 3 (hebrejsky מבצע ארגז (Argaz 3), anglicky Operation Crate 3) byla kombinovaná operace izraelské speciální jednotky Sajeret Matkal a některých dalších složek Izraelských obranných sil. Proběhla 21. června 1972 a příslušníci Sajeret Matkal při ní z Libanonu unesli skupinu syrských zpravodajských důstojníků. Unesené důstojníky chtěl Izrael posléze vyměnit za tři izraelské piloty zadržované v Sýrii.

## Plánování
V roce 1970 se tři izraelští piloti; Gideon Magen, Pinchas Nachmani a Boaz Ejtan dostali do syrského zajetí poté, co jejich letadla byla v dubnu a v červnu sestřelena během leteckých bitev nad Sýrií. Izrael sice požadoval jejich vydání, ale neměl žádné možnosti, jak Sýrii k vydání svých vojáků přimět. Postupem času vzniklo a poté bylo zamítnuto několik plánů na jejich osvobození, které byly izraelským armádním velením označeny jako neproveditelné a "bláznivé".
V roce 1973 pověřil tehdejší náčelník generálního štábu IOS David Elazar Sajeret Matkal vypracováním operačních návrhů na únos syrských důstojníků. Operaci schválila i premiérka Golda Meirová.
V základních rysech plán předpokládal, že v Libanonu, v zemi se silnou syrskou vojenskou účastí budou uneseni syrští důstojníci natolik důležití, že syrská rozvědka nejen propustí Izraelce vězněné v Sýrii, ale přesvědčí i své egyptské spojence, aby Egypt propustil Izraelce, které zadržuje. Přípravou plánu a jeho provedením byl pověřen Sajeret Matkal. Po jejich odsouhlasení začal Sajeret Matkal s provedením celé akce.
Celkem proběhly tři pokusy, které dostaly posléze názvy Přepravka 1, Přepravka 2 a Přepravka 3.

## Průběh operace

### Přepravka 1
Pro provedení operace byla vybrána severní část hřebene Har Dov na izraelsko-libanonské hranici. Dva oddíly Sajeret Matkal (úderný tým, kterému velel Ehud Barak měl za úkol provést samotný přepad a zádržný tým vedený Benjaminem Netanjahuem měl za úkol zajistit okolí a zabránit případnému přísunu posil pro Syřany) pronikly do Libanonu a v husté vegetaci na horském úbočí připravily léčku. Zde poté čekaly několik hodin. Protože se ale žádní Syřané neobjevili, akce byla ukončena a týmy se stáhly zpět do Izraele.

### Přepravka 2
19. června se rozeběhl druhý pokus o únos Syřanů. Jako místo akce byl vybrán Roš Hanikra v Galileji. Provedením byl opět pověřeny dva týmy se stejnými veliteli jako při operaci Přepravka 1.
Při čekání došlo k prozrazení zádržného týmu poté, co byl náhodou objeven pasákem koz. Toho Izraelci zajali a donutili mlčet. Krátce na to Netanjahu informoval Baraka, že kolem nich projel konvoj s vozy obsazenými syrskými důstojník. Doprovázen byl ale dvěma obrněnými transportéry, z nichž jeden byl osazen lehkým kanónem. Barak následně o situaci informoval velitele severního okruhu generála Mordechaje Gura. Ten nařídil okamžité ukončení operace, což později vyvolalo konflikt mezi ním a Barakem, neboť Barak tvrdil, že operaci bylo možné bezpečně provést. Později se ukázalo, že v konvoji byl přítomen i náčelník generálního štábu libanonské armády.

### Přepravka 3
21. června dostaly týmy Sajeret Matkal povolení k uskutečnění dalšího pokusu. Velitelem úderného týmu byl znovu Ehud Barak, velitelem zadržovacího týmu byl jmenován Jonatan Netanjahu (jeho bratr Benjamin již armádu opustil). Pro zvýšení údernosti byly příslušníci Sajeret Matkal doplněni výsadkáři, pancéřovou jednotkou a příslušníky Sajeret Egoz. V záloze byly i tankový oddíl a protitankové zbraně. Jednotka znovu provedla nácviky akce.
Ráno 21. června týmy pronikly do Libanonu a rozmístily se v cílovém prostoru poté, co jej prověřily a zabezpečily. Syrská kolona se objevila v 11 hodin. Ozbrojený doprovod tvořily dva obrněné vozy a dva Land Rovery. Kolona dojela k vesnici Ramajš a zastavila asi 1 kilometr od ní. Poté se znovu rozjela a mířila k místu, které Izraelci určili jako místo přepadu. Izraelské vojáky ale spatřili vesničané a Syřany varovali. Ti se pokusili uniknout, ale byli příslušníky izraelské armády dostiženi. Došlo ke krátké přestřelce. Výsledkem byli čtyři mrtví libanonští vojáci. Jednomu libanonskému vojákovi a jednomu syrskému se v nastalém zmatku podařilo uprchnout. Zbývající byli zajati. Uprchlé se Izraelci pokoušeli hledat, ale bezvýsledně. Poté se Izraelci stáhli zpět na své území.

## Výsledek
Celá operace včetně přesunu po libanonském území trvala izraelským speciálům 93 minut. Na libanonské straně byli čtyři mrtví, zraněni byli jeden Syřan a jeden Izraelec. Zajati byli:
- Brigádní generál syrské zpravodajské služby
- 2 plukovníci syrského tankového vojska
- 2 syrští letci - příslušníci syrské rozvědky vzdušných sil v hodnosti podplukovníka

Uprchnout se podařilo náčelníkovi syrské rozvědky.
Izraelci se zmocnili i vozidla Chevrolet Impala, které poté izraelští zpravodajci řadu let používali.

## Vyjednávání
Sýrie sice okamžitě požadovala bezpodmínečné vydání svých vojáků s odkazem na fakt, že nešlo o zajetí v době války, což ale Izrael odmítl. Libanonská vláda také vyzvala Radu bezpečnosti OSN, aby podnikla kroky proti Izraeli. V následujících měsících proběhla řada jednání, která vyústila ve výměnu vězňů 3. června 1973. Sýrie propustila tři zadržované izraelské piloty, Izrael propustil všechny zajaté syrské důstojníky a rovněž dalších 41 syrských a libanonských zajatců. Navíc přislíbil udělení milosti Kamálovi Kándžímu, drúzskému vůdci odsouzenému v Izraeli za špionáž pro Sýrii.